# Voo South African Airways 406
O voo South African Airways 406 foi um voo regular de passageiros efetuado em 13 de março de 1967 que caiu no mar durante sua aproximação a East London, África do Sul. Os vinte e cinco passageiros e tripulantes que viajavam a bordo morreram. O piloto da aeronave sofreu um ataque cardíaco durante a aproximação e o copiloto foi incapaz de retomar o controle.